# Суррогатные деньги Карелии
Суррогатные деньги, выпускавшиеся в ряде предприятий Республики Карелия — денежные средства, выпускавшиеся в 1990-х годах в ряде промышленных предприятий Республики Карелия. Деньги выпускались в связи с отсутствием на предприятиях средств для выплаты заработной платы.
Деньги выпускались в городе Петрозаводске на Онежском тракторном заводе, Онежском тракторном заводе-2 («Энерголестрак»), Судостроительном заводе «Авангард», в городе Костомукше на «Карельском окатыше» и в посёлке Шуя в Агрофирме имени Зайцева. Денежной единицей на всех предприятиях являлся рубль, равнявшийся 100 копейкам.

## Рубль ОТЗ
Рубль ОТЗ выпускался в городе Петрозаводске на Онежском тракторном заводе с 1992 по 1998 годы. В народе деньги получили название «волнушки» — по фамилии директора ОТЗ Николая Михайловича Волнухина, при котором начался их выпуск. Обеспечением «волнушек» занимался специально созданный для этих целей коммерческий центр. Деньги принимал магазин, располагавшийся в Петрозаводске на углу улиц Казарменской и Калинина. Действовали данные суррогаты до 15 марта 1999 года.

### 1-й выпуск
Первые банкноты на ОТЗ выпущены летом 1992 года.
- 1 рубль
- 3 рубля
- 5 рублей
- 10 рублей

### 2-й выпуск
В 1996 году ОТЗ выпустил новые банкноты в связи с большой инфляцией и обесцениванием старых банкнот.
- 1.000 рублей
- 3.000 рублей
- 5.000 рублей

### 3-й выпуск
В 1997 году ОТЗ выпустил банкноты образца 1996 года, которые отличались от прежних яркостью.
- 1.000 рублей
- 3.000 рублей
- 5.000 рублей

### 4-й выпуск
В начале 1998 года, аналогично деноминации российского рубля, была проведена деноминация рубля ОТЗ (1000 старых рублей равнялись 1 новому). Новые рубли были введены в обращение в феврале 1998 года.
- 1 рубль
- 3 рубля
- 5 рублей
- 10 рублей

### 5-й выпуск
В мае 1998 года выпущен 1 вид модифицированных банкнот образца февраля 1998 года.
- 10 рублей

4-й и 5-й выпуски находились в обращении до 15 марта 1999 года, после чего изымались заводом.

## Рубль ОТЗ-2
Рубль ОТЗ-2 выпускался в городе Петрозаводске на 2-й площадке ОТЗ (дочернее предприятие «Энерголестрак») с 1996 по 1998 годы.

### 1-й выпуск
В июне 1996 года ОТЗ-2 выпустил банкноты:
- 1.000 рублей
- 3.000 рублей
- 5.000 рублей

### 2-й выпуск
В июле 1996 года 1-й выпуск был дополнен новыми номиналами и новыми видами банкнот.
- 100 рублей
- 500 рублей
- 1.000 рублей
- 3.000 рублей
- 5.000 рублей

### 3-й выпуск
В начале 1998 года, аналогично деноминации российского рубля, была проведена деноминация рубля ОТЗ-2 (1000 старых рублей равнялись 1 новому). Новые рубли были введены в обращение в марте 1998 года.
- 10 копеек
- 50 копеек
- 1 рубль
- 3 рубля
- 5 рублей

Деноминированные рубли имели хождение на ОТЗ-2 до конца 2001 года.

## Рубль завода «Авангард»
Рубль завода «Авангард» выпускался в городе Петрозаводске на Судостроительном заводе «Авангард» с 1996 по 1998 годы.

### 1-й выпуск
первые банкноты завод «Авангард» выпустил в 1996 году:
- 500 рублей
- 1.000 рублей
- 5.000 рублей

### 2-й выпуск
В начале 1998 года, аналогично деноминации российского рубля, была проведена деноминация рубля завода «Авангард» (1000 старых рублей равнялись 1 новому). Новые рубли были введены в обращение в январе 1998 года.
- 1 рубль
- 2 рубля
- 5 рублей
- 10 рублей

### 3-й выпуск
В мае 1998 года завод «Авангард» выпустил банкноты ещё одного номинала
- 50 рублей

2-й и 3-й выпуски банкноты находились в обращении до конца 1990-х годов.

## Рубль «Карельского окатыша»
Рубль «Карельского окатыша» выпускался в городе Костомукша на Горно-обогатительном комбинате «Карельский окатыш» в 1996 году.
- 1.000 рублей
- 3.000 рублей
- 5.000 рублей

Рубль «Карельского окатыша» находился в обращении до 1998 года.

## Рубль Агрофирмы имени Зайцева
Рубль Агрофирмы имени Зайцева выпускался в посёлке Шуя Прионежского района в Агрофирме имени Зайцева в первой половине 1990-х годов.

## Суррогатные деньги 1920-х годов
Использование суррогатных денег на территории Карелии имело место и ранее, в 1920-х — 1930-х годах, так на лесозаводах № 2 и других предприятиях треста «Желрыба» в качестве заработной платы выдавались талоны «Желрыбы», которые затем использовались для покупки товаров, как в магазинах треста, так и в других торговых точках населенных пунктов Карельской АССР. В Святнаволокском, Семчезерском и других лесопунктах Петровского леспромхоза в 1936 г. бонами выдавалась заработная плата. Такими бонами можно было расплатиться в лавках ОРСа леспромхоза. Только в январе 1936 г. рабочим было выдано 5 тысяч руб. бонами.
Кроме того, в качестве суррогатных денег на территории Карельской АССР использовали свои боны транспортные предприятия Карельской АССР — Транспортно-потребительское общество Мурманской железной дороги, Управления Беломоро-Балтийского водного пути, а также некоторые другие лесозаводы Карелии.